# Голубые кончики

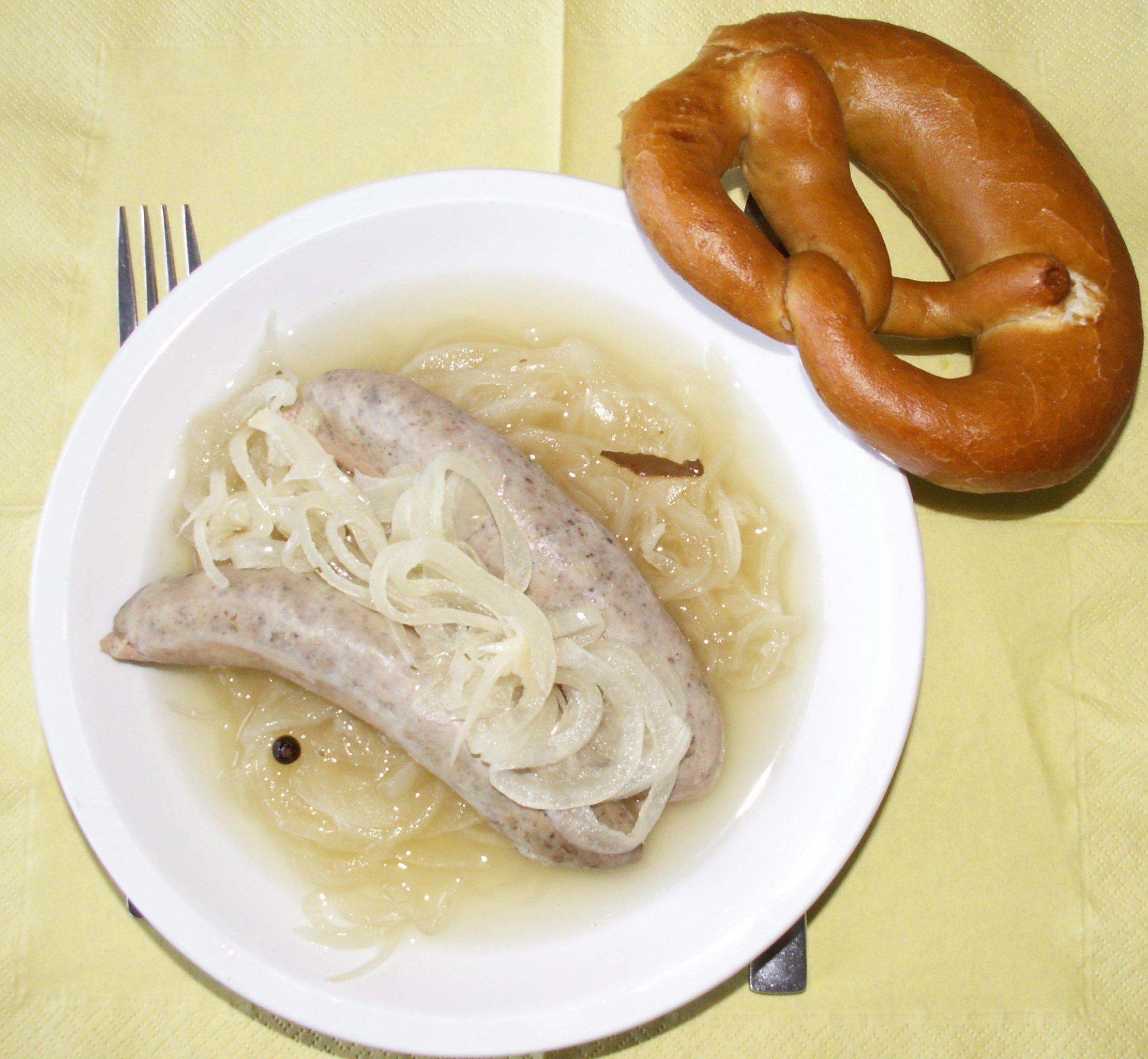
Франконские жареные колбаски, приготовленные как «голубые кончики» и сервированные с брецелем

«Голубые кончики», синие верхушки (бла́уэ ци́пфель, нем. blaue Zipfel или кислые кончики, за́уре ци́пфель, нем. saure Zipfel, также бамбергские братвурсты нем. Bamberger Bratwürste) — традиционный во Франконии и Верхнем Пфальце способ приготовления местных сосисок для жарки отвариванием в не более чем пятипроцентном уксусном растворе, за счёт чего они приобретают кисловатый вкус и слегка голубоватый цвет. В Германии в воде с уксусом также отваривают голубого карпа. «Голубые кончики» подают на закуску в немецких пивных, они также годятся на завтрак с похмелья. В Бамберге приготовленные таким способом сосиски сервируют со свежим брецелем под раухбир. К «голубым кончикам» подают также сухое местное белое вино сильванер. Горчица к «голубым кончикам» не полагается.
В классическом рецепте для приготовления «кислых кончиков» уксусный раствор с репчатым луком, белым вином, солью, сахаром и пряностями (лавровым листом, чёрным перцем, гвоздикой и можжевеловой ягодой) доводят до кипения, чтобы припустить лук, а затем погружают в него сырые крупные франконские братвурсты в натуральной оболочке, и отваривают на медленном огне. В многочисленных рецептах в уксусный раствор добавляют морковь, сельдерей и даже бульонный кубик. Сосиски сервируют с хлебом или брецелем в глубоких тарелках в небольшом количестве бульона с луком.
В отношении происхождения блюда существует несколько версий. По одной из них, такой способ приготовления кислых колбасок в уксусе существовал ещё со стародавних времён, когда не было холодильников, и использовался, чтобы спасти подпортившийся продукт. По другой версии, блюдо под названием «голубые кончики», когда в уксусную воду добавляют овощи и специи, появилось в ноябре 1969 года в бибельридской семейной гостинице «Лайхт» по случаю проведения там ежегодной встречи гастрономического объединения.